# Guerre de la Bande d'Agacher
La Guerre de la Bande d'Agacher, aussi appelée Guerre de Noël a lieu du 14 au 30 décembre 1985 autour d'une bande de terrain de 275 km de longueur sur 50 de largeur à l’extrême nord ouest du territoire burkinabé. Ce conflit a pour origine des problèmes économiques, sociaux et politiques internes dans les deux pays.

## La zone litigieuse

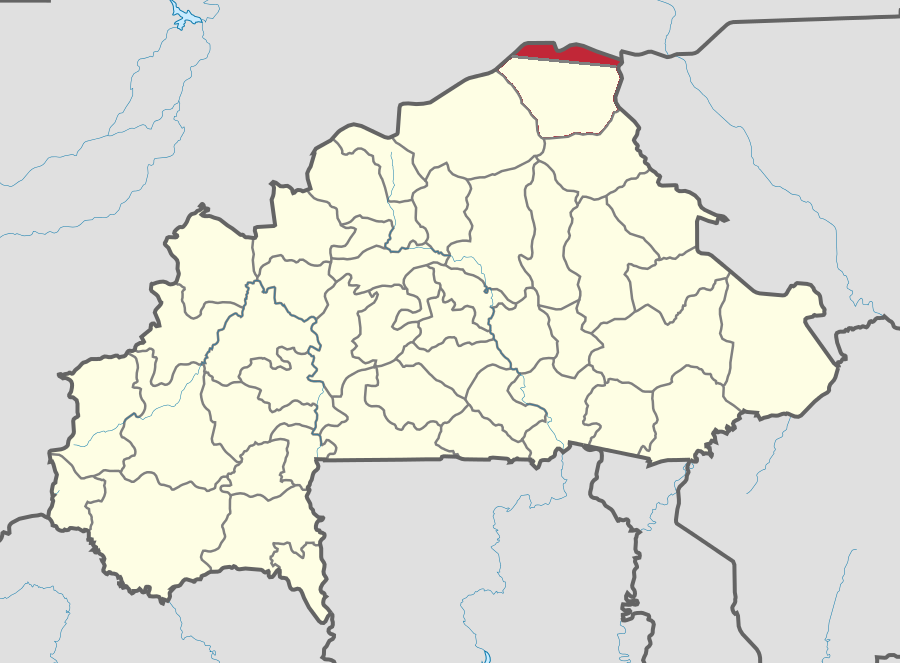
Carte du Burkina Faso montrant la région concernée.

Elle s’étire depuis le village malien de Yoro, point de rencontre entre les frontières malienne, nigérienne et voltaïque, à l'Est, jusqu'à une zone occidentale, bande de 30 km de large, regroupant quatre villages Douma, Dionouga, Kounia et Oukoulourou. On peut diviser la zone en deux espaces importants : les 4 villages à l’ouest et à l’Est de la bande d’Agacher, région traversée par le Béli qui forme sur 150 km un chapelet de mares.
Toute la zone est désertique, et mis à part les quatre villages, est peu peuplée et occupée uniquement par des nomades Touaregs. Pour ces nomades, c'est une région essentielle, le Béli étant le seul point d’eau utilisable entre le fleuve Niger et la Haute-Volta. Il est très important pour leur ravitaillement en eau et le pâturage. De plus, l’eau du Béli est un poumon de vie des communautés, apportant l’eau domestique, formant un lieu d’hygiène et permettant l’utilisation de l’argile pour les poteries et les constructions.

## Le problème des frontières un héritage colonial

### Le rôle des découpages coloniaux
Pour reprendre les travaux de Camille Lefebvre la conception européenne de la frontière linéaire a été appliquée en Afrique lors de la colonisation. Alors que c’est une conception d’une « frontière-zone » autour de centres de diffusion qui prévalait auparavant. Notamment dans la région litigieuse majoritairement peuplée de nomades, même si cette frontière « s'enfonce dans l'ancienne marche séparant royaume Bambara et Mossi ». Il est établi lors des indépendances que 8/10e [non neutre] des frontières africaines coloniales créent des espaces africains artificiels. Or, le principe de leur intangibilité est adopté en 1964 à la Conférence des chefs d’États Africains de Addis Abeba au mépris des réalités des populations vivants de part et d’autre des nouvelles frontières. Avec les indépendances en 1960, les frontières internes à l’empire français comme celle entre le Mali et la Haute-Volta, simples frontières administratives, deviennent frontières internationales. Or, la colonisation avait laissé cette frontière poreuse, d’autant plus qu’entre 1932 et 1947, la Haute-Volta disparaît dans le Soudan français. Les gouverneurs coloniaux faisaient régulièrement bouger cette frontière en tentant de s’adapter au mouvement des nomades. La frontière très perméable, était un lieu d’échange et de troc entre les populations. De même jusqu'à l’indépendance, la perception par la population de la frontière reste celle d’une « frontière-zone ». Le problème de la frontière surgit donc au moment de l’accession à la souveraineté internationale des deux pays, qui consacre paradoxalement la vision colonisatrice de la frontière comme réservée « à la souveraineté absolue incarnée dans un État sacralisé ». Les contradictions sur les logiques de survie des populations (pour l’accès à l’eau du Béli notamment) et les logiques rigides d’État sont alors fortes.

### Les sources archivistiques des différends frontaliers[9].
Lors des indépendances, le Mali et la Haute-Volta voulurent procéder à une relecture de leurs frontières communes. Mais pour ce qui est de ces frontières intra-coloniales, les archives léguées par les administrations de l'AOF et de ses prédécesseurs regorgent de lacunes. Il y a une absence totale d’une description précise et intégrale du tracé dans un texte réglementaire ou législatif pour la zone litigieuse. Ainsi, il y a un conflit sur l’interprétation des décrets des gouverneurs généraux des cercles coloniaux du fait de la disparition puis la réinstitution de la Haute-Volta. Surtout, ce sont les cartes coloniales qui prêtent à confusion notamment la carte IGN 1/200 e de 1960 sur laquelle deux villages Dioubouna et Okoulourou ne sont sur aucune carte, et qui est très imprécise. Au cœur des premières tentatives de règlement à l’amiable du conflit, elle conditionne leurs échecs.
Le rôle de la pratique négligente du colonisateur dans la délimitation des frontières intra-impériale est évidemment important dans le conflit. Pour autant, ces lacunes se retrouvent sur toutes les frontières Mali-Burkina qui ne sont pas toutes le fait de conflits.

## La première «guerre» (1974)

### Les premières tentatives de règlement du différend par le dialogue
De 1961 à 1974 ont lieu des rencontres sur le problème frontalier propre à cette zone, les autres frontières ayant été adoptées d’un accord commun. Ainsi, en 1964 est créée une "commission paritaire" avec comme mission la « délimitation des frontières ». Elle se transforme en 1968 en "commission technique mixte" fondant ses travaux sur les problématiques des cartes et des rapports coloniaux.

### Les revendications des deux pays
Le Mali revendique les 4 villages car, selon  lui, la population y serait « malienne par excellence », il met en avant le droit à l’autodétermination des minorités locales que sont les Touaregs. Il se fonde sur le décret de 1932 supprimant la Haute-Volta et réintégrant donc ces territoires dans le Soudan Français. La Haute-Volta met elle en avant le décret de 1947 réinstituant la Haute-Volta et supprimant le décret de 1932. De plus, le gouvernement voltaïque souligne le fait que sur toutes les cartes, les 4 villages apparaissent en territoire voltaïque.

### Les origines du conflit: les troubles politiques et enjeux économiques
En Haute-Volta, à la suite d'une révolte populaire, l’armée renverse le pouvoir de Maurice Yaméogo le 3 janvier 1966 et refuse tout partage du pouvoir. Le général Sangoulé Lamizana suspend les partis politiques et annonce la création d’un parti unique le « Mouvement pour le Renouveau ». Au Mali également l'armée met fin au régime du président Modibo Keïta en novembre 1968 et met au pouvoir Moussa Traoré. De fait en 1974, après 6 ans de ce régime nouveau, les tendances régionalistes se développent, le manque de liberté est décrié autant que les dérives réactionnaires dénoncées par les intellectuels. Le franc malien en place depuis 1962, bien que dévalué en 1967, renchérit l’accès aux produits d’importation. Les causes du conflit sont aussi à trouver du côté des enjeux économiques associés à la zone litigieuse. La région contestée serait prometteuse en manganèse, titane, en pétrole et en gaz naturel. Mais ceci est peu sûr, les prospections étant à peine amorcées. Garder une emprise sur cette zone peut être pour ces deux pays garder l’espoir d’un développement économique dans une période de graves difficultés.
Il est à noter que 1974 est une année de grande sécheresse, pour ces deux pays agricoles pauvres. La guerre initiée par le Mali peut être interprétée comme un moyen de désamorcer les tensions sociales, de détourner l’opinion nationale et internationale des vrais problèmes socio-économiques du pays.

### Les affrontements[15]
Parallèlement aux tentatives de règlement du conflit par la commission mixte chargée du tracé de la frontière, les tensions vont grandissantes entre les deux pays. Dès le début de l’année 1974 de fortes rumeurs notamment par le biais de la radio réveillent le nationalisme. Dans ce contexte, les deux pays entendent user de leur souveraineté territoriale dans cette zone contestée. Ils s’estiment donc en droit de procéder à des mouvements de troupes considérés de part et d’autre comme des provocations. La mobilisation des civils est importante. À Ouagadougou la population est mobilisée autour de « centres de mobilisation », des colis sont envoyés au front. Un douzième du salaire des fonctionnaires est retenu pendant 12 mois. À Bamako, le salaire des fonctionnaires n’est pas perçu pendant plusieurs mois. La Communauté malienne de Côte d’Ivoire et les commerçants mobilisent plus d’un milliard de francs CFA. La tension monte durant l’automne et l’hiver 1974. Avec plusieurs incidents souvent liés aux éleveurs nomades franchissant cette frontière indéfinie.
Les combats consistent finalement qu’en quelques escarmouches et durent véritablement deux jours du 15 au 17 décembre 1974. Le bilan officiel est de un mort du côté voltaïque et de deux du côté malien, les dégâts matériels sont peu importants et les civils ne sont pas touchés. L’offensive du 15 décembre est lancée par le Mali et cette première guerre est un succès militaire malien. Mais il y a une percée voltaïque avec le commando du lieutenant Thomas Sankara qui prend le village de Douma, tue deux soldats maliens et s’empare de fusils et de mitrailleuses.
Les conséquences des affrontements sont fortes en Haute-Volta. L’armée voltaïque est déconsidérée sauf Thomas Sankara, jeune lieutenant, qui dès lors ne quittera plus le devant de la scène et devient un modèle pour la jeunesse Voltaïque.

## Le règlement du conflit par la médiation régionale
Le règlement du conflit a lieu grâce à des médiateurs africains. Le Sénégalais Léopold Sédar Senghor demande une commissions d’enquête de l’Organisation de l'Unité Africaine (OUA) et c’est Sékou Touré président guinéen qui obtient le retrait des troupes. Mais il faut souligner que les 2 pays étaient convaincus qu’ils ne pouvaient l’emporter par les armes, qu’ils y avaient plus à perdre qu’à y gagner. Une médiation est entreprise par le président du Togo Gnassingbé Eyadéma et celui du Niger Seyni Kountché au début de l'année 1975. Est recommandée la mise en place d'une commission technique neutre pour établir un tracé définitif pour la frontière. Lors d'une rencontre à Lomé (Togo), les deux parties en acceptèrent le principe.
En 1977, la Haute-Volta et le Mali s'engagent dans la voie de la médiation politique dans le cadre d'un groupe ouest-africain connu sous le sigle ANAD (Accord de non-agression et de défense). Ce processus ne débouche toutefois pas sur une solution concrète.

## La guerre de Noël (1985)

### Le recours à la Cour internationale de justice.
En 1983, l’arrivée de Thomas Sankara au pouvoir en Haute-Volta permet un changement politique fort sur la question du règlement du conflit. Il accepte d’emblée la proposition franco-sénégalaise de porter le contentieux devant la Cour internationale de Justice. Le Mali est plus réticent malgré l’action du Burkina Faso en faveur de son retour au Franc CFA. Finalement, les deux pays portent le 16 septembre 1983 le conflit devant la cour internationale de Justice et déposent leurs dossiers en octobre 1983. Ce recours tardif peut aussi être expliqué en partie par les coûts exorbitants d’une telle action en justice pour les deux pays (expertise, déplacement sur la zone et à la Haye, recherche documentaire).

### Les causes de la guerre: colère sociale et divergence politique.
- Des incidents diplomatiques entre le Mali et le Burkina Faso[19].

En 1985, le contexte politique a évolué. La Haute-Volta voit l’avènement au pouvoir lors de la nuit du 4 août 1983 du Conseil national de la Révolution (CNR) avec à sa tête Thomas Sankara. Un an plus tard, à la date anniversaire de la révolution, le pays est renommé Burkina Faso. Cette révolution menée par des militaires, inquiète les gouvernements voisins de tradition conservatrice, en premier lieu le Mali de Moussa Traoré. Dès lors, le conflit de 1985 est en partie lié à des incidents de politique extérieure : le Burkina devait assumer en 1985 la présidence tournante de la Communauté Économique des États d'Afrique de l’Ouest, CEDEAO, (organisation sous-régionale regroupant le Bénin, Mali, Côte d’Ivoire, le Burkina Faso, la Mauritanie le Niger et le Sénégal), le sommet qu’il devait présider n’a pas lieu officiellement pour des « raisons de calendrier » de fait pour la méfiance envers Thomas Sankara. Pour autant, Thomas Sankara en tant que président de l’organisation décide de traduire devant les Tribunaux Populaires révolutionnaires (TPR) burkinabés Mohamed Diawara, ex-ministre d’Houphouët Boigny accusé d'avoir détourné la somme de 6 milliards de francs CFA du fonds de la CEAO. Surtout, il expulse le secrétaire général de la CEAO, le Malien  Driss Keita, du Burkina Faso pour cause de « railleries à l'égard de la révolution ». Ainsi, les tensions montent, le Mali boycotte les journées de la jeunesse de la CEAO de Ouagadougou.
Le 11 septembre 1985, Thomas Sankara déçu d’une réunion du conseil de l’entente (organisation de coopération sous-régionale d'Afrique de l'Ouest, à finalité principalement économique regroupant Bénin, Côte d'Ivoire, Togo, Niger et Burkina Faso) déclare « les peuples à nos frontières ont besoin de révolutions », « la révolution du peuple burkinabé est à la disposition du peuple malien ». Après l'échec des rencontres entre des responsables diplomatiques des deux pays au sujet de la question territoriale, les positions se radicalisèrent, en particulier au Burkina Faso où certains journaux accusèrent le Mali de planifier une invasion. Le Mali rejeta ces accusations et accuse à son tour le Burkina Faso d'attiser la tension.
- Les causes profondes du conflits : les troubles sociaux[20].

En 1985, les deux pays effectuent un remboursement annuel de la dette extérieure supérieur à l’aide internationale qu’ils reçoivent. Cela les conduit à mener des politiques d’austérité qui mécontentent les syndicats. Le Burkina Faso, après 2 ans d’une révolution prônant le « démantèlement de l’appareil d’État bourgeois » fait face à une population qui supporte peu l’emprise des CDR (Comité de défense de la révolution, unités administratives locales) dans les détails de la vie quotidienne. Les protestations syndicales pour les libertés sont fortes (en 1983 2 500 professeurs sont licenciés pour faits de gréves). Les purges dans l’armée et la fonction publique sont fortes et le CNR se divise : les marxistes du LIPAD et du PAI entrant dans l’opposition. Pour autant, le CNR est toujours porteur d’espoir. Au Mali, après 20 ans de pouvoir, Moussa Traoré dirige un État en quasi-faillite (il paye notamment le retour tardif au Franc CFA en 1984).
La guerre est lancée par le gouvernement malien à la veille d’une grève générale des travailleurs, les salaires des fonctionnaires ne pouvant plus être payés. La guerre est donc un moyen pour endiguer la colère sociale et ressouder autour du parti unique : l’Union Démocratique du Peuple Malien.
Avant de déclencher les hostilités, le président Moussa Traoré fait circuler des rumeurs attribuant à des militaires burkinabés une violation de la frontière. Soutenu par la Côte d'Ivoire de Félix Houphouët-Boigny et le Togo de Gnassimgbé Eyadema, il entend déstabiliser le Burkina Faso afin de favoriser le renversement de Thomas Sankara. La Central Intelligence Agency (CIA) note dans un câble que « La guerre est née de l'espoir de Bamako que le conflit déclencherait un coup d’État au Burkina Faso. »

### Les combats.
Entre novembre et décembre 1985 ont lieu une série d’incidents sur la zone, notamment liés au recensement de la population par le Burkina Faso (le recensement ayant lieu tous les 10 ans). Les agents recenseurs visitent la bande d'Agacher dans une zone que le gouvernement malien considérait comme appartenant à son territoire. Ce dernier considéra donc qu'il s'agissait d'une violation flagrante de sa souveraineté. Après une période confuse dans laquelle des troupes burkinabé s'infiltrèrent dans la bande d'Agacher pendant que le président malien Moussa Traoré demandait, en vain, aux dirigeants africains de faire céder Thomas Sankara, les troupes maliennes passèrent à l'action la nuit de Noël 1985. Les premières escarmouches commencent ainsi le 21 décembre mais la guerre est déclarée le 25 décembre, les forces maliennes s’attaquant aux 4 villages. Les 6 jours de véritables affrontements sont très violents à la différence des combats de 1974 et les villages sont fortement touchés, même les localités éloignées des zones litigieuses du fait de l'utilisation par les forces maliennes d'avions de combat MiG-21 qui bombardent les villes de Djibo et Ouahigouya. L'épisode le plus sanglant de la guerre fut le bombardement par les forces aériennes maliennes du marché de la ville de Ouahigouya, dans lequel de nombreux civils furent tués.
Il y a 141 morts et près de 300 blessés burkinabés contre 38 morts et 17 blessés maliens.
L’effort de guerre est important. Les Forces armées et de sécurité du Mali mobilisent 8 000 hommes, 87 chars et 13 avions dont des MIG supersoniques, les Forces armées du Burkina Faso mobilisent elles 5 000 hommes (suppléés de l’armée non professionnelle des CDR) 15 auto blindées et 18 chars. Devant la supériorité des forces maliennes, les burkinabés utilisent des méthodes de guérilla.
Les populations sont aussi mobilisées : à Bamako, les commerçants et la communauté malienne de Côte d’Ivoire réunissent 1 milliard de francs CFA. À Ouagadougou, des véhicules de transports de marchandise sont réquisitionnés.

### Le règlement du conflit.
Un premier cessez-le-feu a lieu le 29 décembre grâce à l’intercession du chef d’État nigérian, le Général Ibrahim Babangida et du gouvernement libyen . Une trêve signée le 30 décembre sous l'égide de l'ANAD (Accord de non-agression et d'assistance en matière de défense) met fin à ce qui allait être connu par la suite comme la « guerre de Noël ». Mais le communiqué final de réconciliation est publié le 17 janvier 1986, il permet le retrait des troupes. Il est le fait de l’ANAD et du gouvernement ivoirien.

## Après la guerre
En janvier 1986, lors d'un sommet de l'Accord de non-agression et d'assistance en matière de défense (ANAD) dans le cadre de la Communauté économique des États de l'Afrique de l'Ouest à Yamoussoukro (Côte d'Ivoire), les présidents burkinabé et malien acceptèrent de retirer leurs troupes aux positions qu'elles occupaient avant le conflit. Les prisonniers de guerre furent échangés en février et les relations diplomatiques rétablies en juin. En dépit de ces signes positifs, le contentieux resta sans solution.
Le 22 décembre 1986 est rendue la décision de la CIJ.La Cour, se basant sur la reconnaissance par les deux parties de la frontière établie avant l'indépendance par l'administration française, partagea les 3 000 kilomètres carrés de façon presque égale entre les deux États selon cette frontière. Elle accorde la zone occidentale au Mali, la zone orientale au Burkina. Il est intéressant de souligner que l’eau du Béli est équitablement répartie dans une région désertique ce qui oblige les deux parties à coopérer. Le jugement est accepté définitif et obligatoire. Le président malien qualifia le jugement de « très satisfaisant » et de victoire pour les « peuples frères » du Burkina Faso et du Mali. Thomas Sankara déclare le 26 décembre 1986 « L’imprécision de la frontière ne sera plus jamais source d’affrontement ».